# Ana Hickmann
 (février 2010).
Si vous disposez d'ouvrages ou d'articles de référence ou si vous connaissez des sites web de qualité traitant du thème abordé ici, merci de compléter l'article en donnant les références utiles à sa vérifiabilité et en les liant à la section « Notes et références ».
Ana Lúcia Hickmann Corrêa née le 1er mars 1981 à Santa Cruz do Sul, est un mannequin, présentatrice de télévision et entrepreneur brésilien.
Corrêa est son nom de femme mariée. Ana Hickmann a travaillé pour Victoria's Secret, Nivea, L'Oréal, Clairol, et Bloomingdales. Elle est apparue dans la version sud-africaine de la revue Sports Illustrated Swimsuit Issue, et sur les couvertures des versions brésiliennes de Vogue, Marie Claire et Elle.

## Biographie
Elle distribue actuellement ses propres lignes de vêtements et cosmétiques, gère un studio de photographie et une agence de DJ, et anime également le programme quotidien Tudo é Possivel (« Tout est possible »), diffusé par le réseau de télévision brésilienne Rede Record [citation nécessaire]. Un des invités réguliers de son émission est le magicien Mario Kamia, qui réalise tout un éventail de tours de magie et d'illusions. Certaines illusions du magicien Kamia utilisent Ana Hickmann en tant qu'assistante, et entre autres en la découpant en trois dans « la fille Zig-Zag », ou bien en la partageant en deux à l'aide d'une scie circulaire[pertinence contestée][source insuffisante],[source insuffisante].
Ana Hickmann a été le mannequin ayant les jambes les plus longues au monde (1,17 m), elle a d'ailleurs figuré dans le Guinness Book dans cette catégorie.
Elle a travaillé avec des photographes tels Helmut Newton, Pascal Chevalier, Antoine Verglas, entre autres[réf. souhaitée].
Présentatrice
- 2003 - Tudo a Ver
- 2005-2009 - Hoje em Dia
- 2007-2008 - O Jogador
- 2009-présent - Tudo é Possível
- 2011-présent - Casa de Ana Hickman

Intérêts spéciaux
- 2005 - Prova de Amor.... Ana Hickmann (elle-même)
- 2008 - Roméo et Juliette/Show do Tom.... Ana Henriqueta
- 2009 - Bela, a Feia.... Ana Hickmann (elle-même)